# Stazione di Hennigsdorf (b Berlin)
La stazione di Hennigsdorf (b Berlin) è una stazione ferroviaria che serve l'omonima città.

## Movimento
La stazione è servita dalla linea S 25 della S-Bahn, dalle linee regionali RB 20 e RB 55 e dalla linea regionale espressa RE 6.

### Esplicative
1. ↑  Abbreviazione di Hennigsdorf (bei Berlin), letteralmente "Hennigsdorf (presso Berlino)".

### Bibliografiche
1. ↑  (DE) Mappa delle reti della metropolitana e della S-Bahn di Berlino (PDF), su images.vbb.de (archiviato dall'url originale il 29 giugno 2017).
2. ↑  (DE) Mappa della rete ferroviaria regionale di Berlino e del Brandeburgo (PDF), su images.vbb.de. URL consultato il 18 maggio 2017 (archiviato dall'url originale il 1º marzo 2017).